# Assassin's Creed (bande dessinée)
Pour le jeu vidéo, voir Assassin's Creed (jeu vidéo).
Assassin's Creed est une série de bande dessinée adapté du jeu vidéo homonyme, scénarisée par Éric Corbeyran et illustrée par Defali.

## Synopsis
Desmond, un descendant des Assassins est retenu prisonnier par une société pharmaceutique nommée Abstergo, façade dissimulant les Templiers. Ils utilisent une machine qu'ils ont mis au point après plusieurs années de recherche: l'Animus. Grâce à cette machine, Desmond, ou le sujet 17, incarne plusieurs de ses ancêtres tels que Aquilus, Altaïr ou encore Ezio.

## Albums
- Assassin's Creed : 1. Desmond (13 novembre 2009)
- Assassin's Creed : 2. Aquilus (12 novembre 2010)
- Assassin's Creed : 3. Accipiter (10 novembre 2011)
- Assassin's Creed : 4. Hawk (16 novembre 2012)
- Assassin's Creed : 5. El Cakr (31 octobre 2013)
- Assassin's Creed : 6. Leila (30 octobre 2014)
- Assassin’s Creed : Subject 4 (16 novembre 2012)[1] : dessiné et scénarisé par Karl Kerschl et Cameron Stewart.

## Différences avec les jeux
Bien que reprenant quelques scènes du jeu telles que l'assassinat de Tamir par Altaïr dans le souk de Damas, les bandes dessinées diffèrent sur quelques points majeurs avec la série vidéoludique, les rendant difficilement canon par rapport à la série :
- Desmond rencontre Lucy pour la première fois avant même d'avoir utilisé l'Animus pour lire la mémoire d'Altaïr contrairement au jeu.
- Le Sujet 16, un cobaye précédant Desmond dans les recherches d'Abstergo est toujours en vie alors qu'il est présumé mort dans le jeu. Il rejoint même Desmond et Lucy à la cachette des Assassins tandis que dans le jeu il n'a laissé que des enregistrements vocaux dans la mémoire cœur de l'Animus. Dans la BD, il s'appelle Michael et apparaît à la fin de celle-ci, or dans le jeu, ce passage n'est même pas mentionné (et le nom du Sujet 16 est Clay Kaczmarek).
- Le concepteur de l'Animus des Assassins dans la BD s'appelle Thomas[réf. nécessaire] alors que dans le jeu, c'est une femme nommée Rebecca qui n'apparaît que dans le tome 2.
- Nous pouvons voir les supérieurs de Vidic, leur nom, etc., alors qu'à la fin du premier opus, on les voit seulement à travers un miroir habillés en noir.

## Lien(s) externe(s)
- Site officiel
- Page officielle d'Assassin's Creed sur YouTube